# Torre Iris
La Torre Iris, construida en 1910, es una casa de La Garriga, obra de Manuel Joaquim Raspall. Está considerada una de las obras más significativas del periodo modernista construida por este arquitecto. Ubicada en el Paseo num. 1, dentro de la cuarta manzana Raspall, junto con la Casa Barbey, la Bombonera y la Casa Antonio Barraquer, fueron declaradas Bienes Culturales de Interés Nacional en 1997. Es la única de las cuatro casas con tres viviendas, si bien la apariencia externa es de torre de veraneo como el resto. Se construyó para alquilar a los veraneantes.

## Edificio
Se trata de una casa de nueva planta compuesta de sótano, planta baja, planta y buhardilla, con una torre mirador que contiene la escalera que comunica las tres viviendas y remate en la cumbrera con un carenado de hierro forjado. Las cubiertas son de dos vertientes con teja árabe de dos colores, con aleros sostenidos por vigas de madera.
En el exterior, está estucada en color amarillo con esgrafiados de motivos vegetales más ricos cuanto más arriba, enmarcando las ventanas, simulando una imposta y decorando la torre mirador.
Como otras casas de Raspall, la valla del jardín forma parte del lucimiento de los artesanos. Está formada por un muro bajo de mampostería de perfil ondulado y rematado en piezas cerámicas amarillas y blancas. La reja de la valla es de forja trabajada con latigazo. En la torre Iris encontramos el nombre de la casa escrito a cada uno de los pilares de sillares de la puerta de acceso.
Las rejas de los balcones y terrazas están muy trabajados con decoraciones vegetales.

## Modificaciones
En unas obras en 1973 se alteró la cubierta de la galería, que tenía forma ondulada a dos vertientes, por una forma rectilínea con teja árabe.

## Galería de imágenes

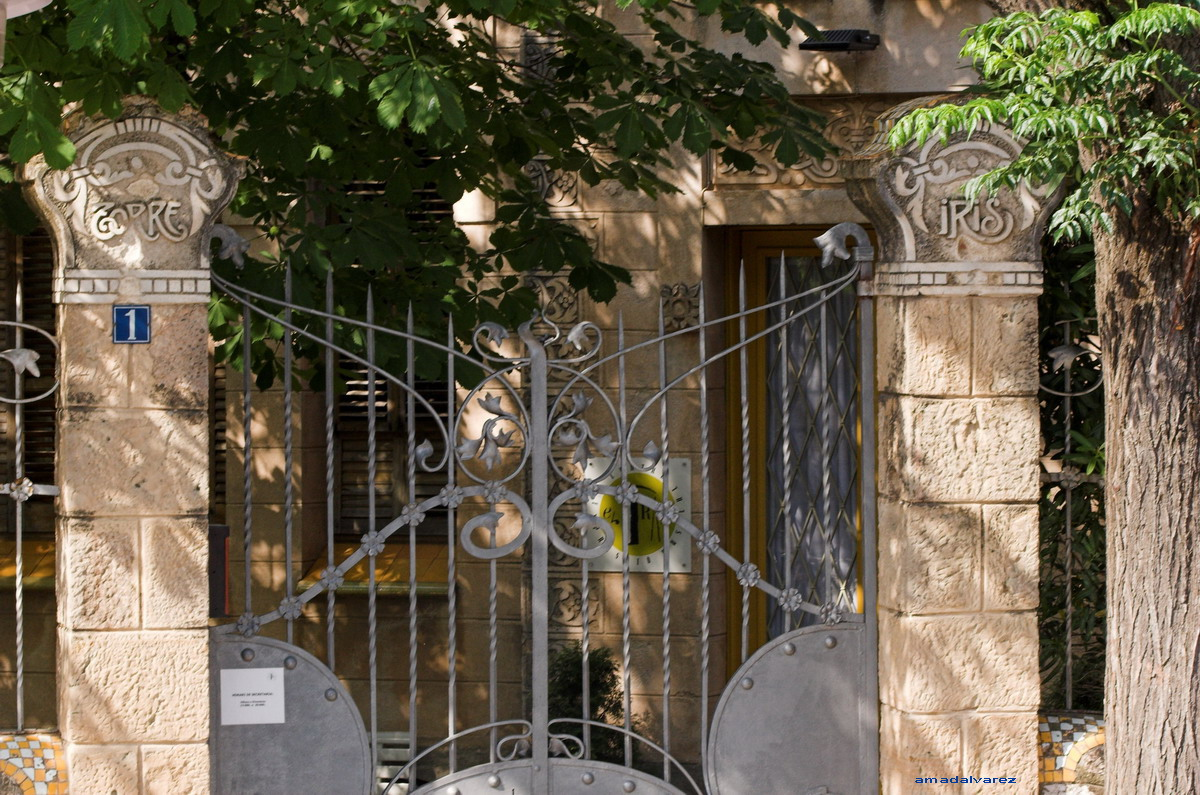
Portal exterior
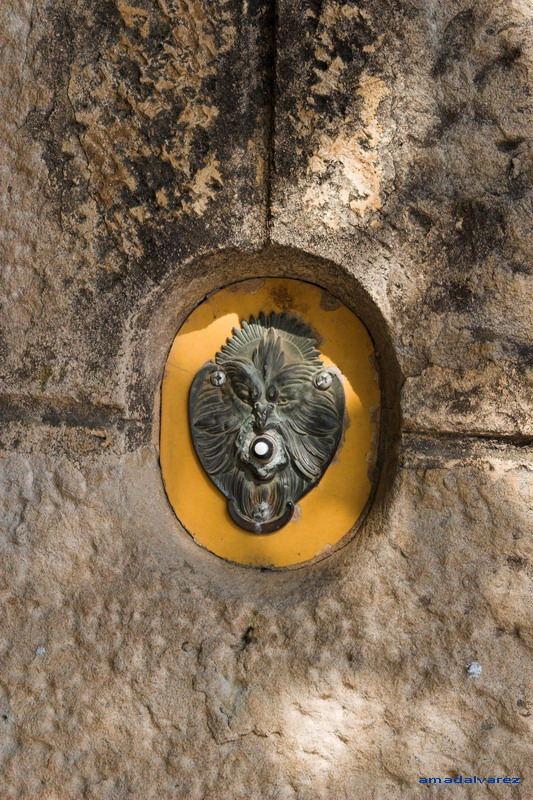
Detalle del timbre exterior.
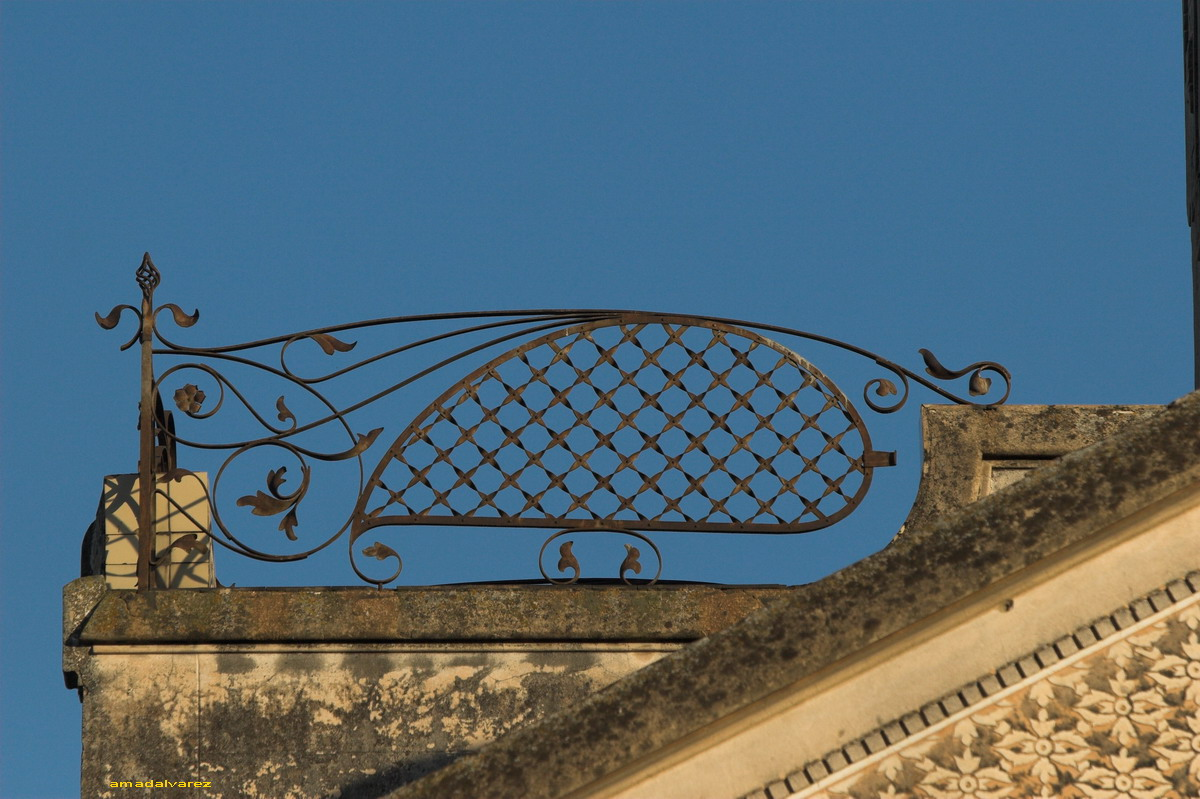
Detalles barandilla terraza de la torre mirador.
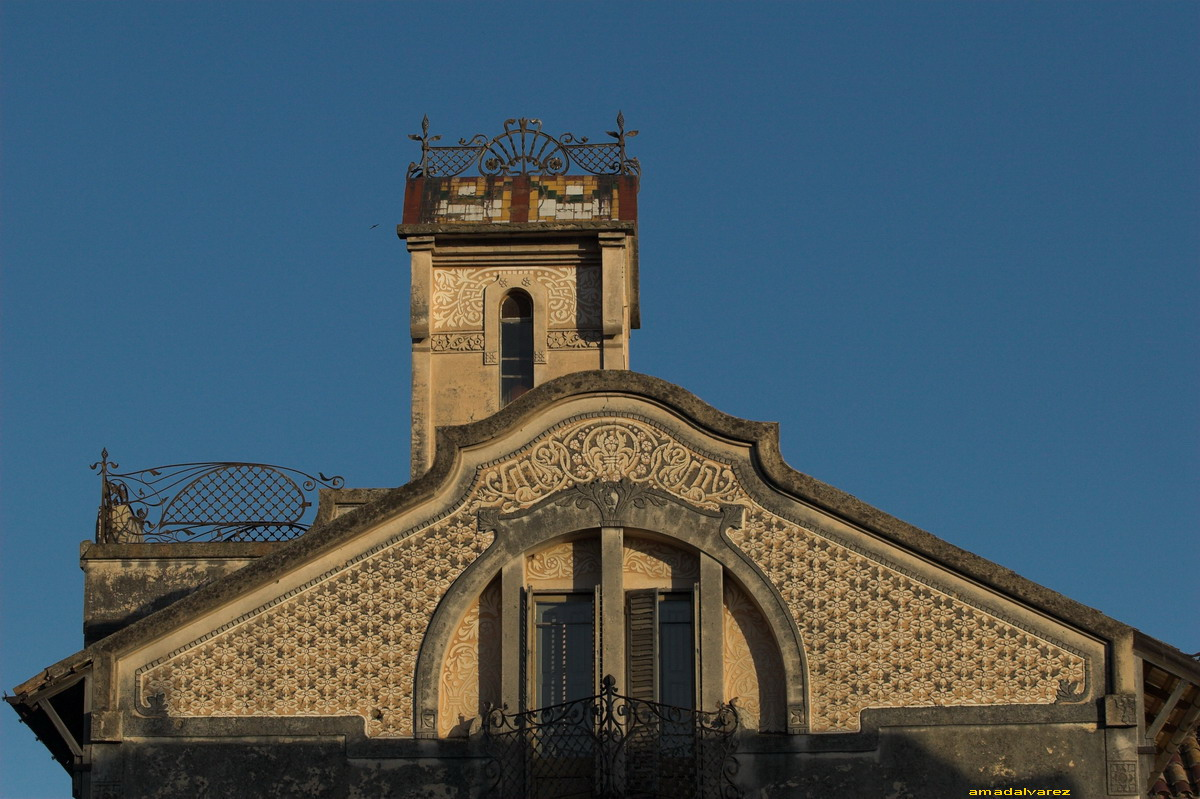
Esgrafiados fachada norte.